# Неопределённо-личные предложения
Неопределённо-ли́чные предложе́ния — это односоставные предложения, которые обозначают действие или состояние неопределённого лица; деятель в грамматической основе не назван, хотя и мыслится лично, но акцент сделан на действии.
Глагол в этих формах выражает действие, которое важно само по себе, и не имеет значения, кто совершает это действие.
В роли главного члена таких предложений выступает форма 3-го лица множественного числа (настоящего и будущего времени, изъявительного наклонения и повелительного наклонения) или формы множественного числа (глаголов прошедшего времени и условного наклонения или прилагательных): говорят, будут говорить, говорили, пусть говорят, говорили бы; (им) довольны; (ему) рады.
Например: 

По улицам слона водили…
 (И. Крылов);
И пусть говорят, да пусть говорят, но — нет, никто не гибнет зря…
 (В. Высоцкий);
Специфика значения деятеля в неопределённо-личных предложениях в том, что в действительности он существует, но в грамматической основе не называется...
Форма 3-го лица множественного числа глагола-сказуемого не содержит информации ни о количестве деятелей, ни о степени их известности. Поэтому эта форма может выражать: 
- группу лиц: В школе активно решают проблему успеваемости.
- одно лицо: Мне принесли эту книгу.
- и одно лицо, и группу лиц: Меня ждут.
- лицо известное и неизвестное: Где-то далеко кричат. На экзамене мне поставили пять.

Неопределённо-личные предложения чаще всего имеют в своём составе второстепенные члены, т. е. неопределённо-личные предложения, как правило, распространённые.
В составе неопределённо-личных предложений употребляются 2 группы второстепенных членов: 
- Обстоятельства места и времени, которые обычно косвенно характеризуют деятеля:

В зале пели. В соседнем классе шумят. В юности часто стремятся кому-то подражать.
 (А. Фадеев)
Эти распространители обычно косвенно характеризуют деятеля, обозначая место и время, связанные с деятельностью человека. 
- Прямые и косвенные дополнения, вынесенные в начало предложения:

Нас пригласили в комнату; Ему здесь рады; Сейчас его приведут сюда.
 (М. Горький).

При исключении же из состава предложения этих второстепенных членов предложения представляют собой неполные двусоставные с пропущенным подлежащим: 
С утра поехали в лес. В лесу пробыли до позднего вечера.